# Tinzouline
Tinzouline (en àrab تينزولين, Tīnzūlīn; en amazic ⵜⵉⵏⵣⵓⵍⵉⵏ) és una comuna rural de la província de Zagora, a la regió de Drâa-Tafilalet, al Marroc. Segons el cens de 2014 tenia una població total de 15.505 persones.